# Capricornio (foguete)

Concepção artística do foguete Capricornio

O Capricornio foi um projeto de foguete espacial espanhol de combustível sólido, que começou a ser projetado pela INTA em 1992 e cujo desenvolvimento foi cancelado em 2000, sem ter feito um único voo de teste.

## Dados técnicos
- Peso de decolagem: 18.500 kg
- Comprimento total: 19,52 m
- Diâmetro principal: 1,02 m
- Capacidade orbital: 100 kg/600 km em órbita polar

## O foguete hoje
Atualmente não existe nenhum modelo do veículo. O que é exibido no Museo del Aire é apenas uma reivindicação que foi feita para a celebração do quinquagésimo aniversário da INTA, que foi realizado em 1992. Atualmente existem nos armazéns do INTA materiais dos motores Deneb e Mizar; bem como outros itens e instalações.